# Namazonurus namaquensis
Namazonurus namaquensis là một loài thằn lằn trong họ Cordylidae. Loài này được Methuen & Hewitt mô tả khoa học đầu tiên năm 1914.